# 세인트캐서린구

세인트캐서린구의 위치

세인트캐서린구(영어: Saint Catherine Parish)는 자메이카 남동부에 위치한 구로 행정 중심지는 스패니시타운이며 면적은 1,192km2, 인구는 615,560명(2008년 기준)이다. 미들섹스주에 속하며 동쪽으로는 세인트앤드루구, 서쪽으로는 클래런던구, 북쪽으로는 세인트메리구, 세인트앤구와 접한다.

## 같이 보기
- 찰스 2세
- 스패니시타운